# Curling nos Jogos Olímpicos de Inverno de 2018
O torneio de curling nos Jogos Olímpicos de Inverno de 2018 foi realizado no Centro de Curling Gangneung, localizado na subsede de Gangneung. A modalidade estreou um dia antes da cerimônia de abertura, em 8 de fevereiro, e decorreu durante todo o período de disputa dos Jogos, encerrando-se em 25 de fevereiro.
Em 2015 o Comitê Olímpico Internacional aprovou a adição do evento de duplas mistas ao programa do curling.

## Programação
A seguir está a programação da competição para os três eventos da modalidade.
Horário local (UTC+9).
| Data            | Horário | Evento                                 |
| --------------- | ------- | -------------------------------------- |
| 8 de fevereiro  | 9:05    | Duplas mistas – sessão 1               |
| 8 de fevereiro  | 20:05   | Duplas mistas – sessão 2               |
| 9 de fevereiro  | 8:35    | Duplas mistas – sessão 3               |
| 9 de fevereiro  | 13:35   | Duplas mistas – sessão 4               |
| 10 de fevereiro | 9:05    | Duplas mistas – sessão 5               |
| 10 de fevereiro | 20:05   | Duplas mistas – sessão 6               |
| 11 de fevereiro | 9:05    | Duplas mistas – sessão 7               |
| 11 de fevereiro | 20:05   | Duplas mistas – desempate              |
| 12 de fevereiro | 9:05    | Duplas mistas – semifinal 1            |
| 12 de fevereiro | 20:05   | Duplas mistas – semifinal 2            |
| 13 de fevereiro | 9:05    | Duplas mistas – disputa do bronze      |
| 13 de fevereiro | 20:05   | Duplas mistas – final                  |
| 14 de fevereiro | 9:05    | Torneio masculino – sessão 1           |
| 14 de fevereiro | 14:05   | Torneio feminino – sessão 1            |
| 14 de fevereiro | 20:05   | Torneio masculino – sessão 2           |
| 15 de fevereiro | 9:05    | Torneio feminino – sessão 2            |
| 15 de fevereiro | 14:05   | Torneio masculino – sessão 3           |
| 15 de fevereiro | 20:05   | Torneio feminino – sessão 3            |
| 16 de fevereiro | 9:05    | Torneio masculino – sessão 4           |
| 16 de fevereiro | 14:05   | Torneio feminino – sessão 4            |
| 16 de fevereiro | 20:05   | Torneio masculino – sessão 5           |
| 17 de fevereiro | 9:05    | Torneio feminino – sessão 5            |
| 17 de fevereiro | 14:05   | Torneio masculino – sessão 6           |
| 17 de fevereiro | 20:05   | Torneio feminino – sessão 6            |
| 18 de fevereiro | 9:05    | Torneio masculino – sessão 7           |
| 18 de fevereiro | 14:05   | Torneio feminino – sessão 7            |
| 18 de fevereiro | 20:05   | Torneio masculino – sessão 8           |
| 19 de fevereiro | 9:05    | Torneio feminino – sessão 8            |
| 19 de fevereiro | 14:05   | Torneio masculino – sessão 9           |
| 19 de fevereiro | 20:05   | Torneio feminino – sessão 9            |
| 20 de fevereiro | 9:05    | Torneio masculino – sessão 10          |
| 20 de fevereiro | 14:05   | Torneio feminino – sessão 10           |
| 20 de fevereiro | 20:05   | Torneio masculino – sessão 11          |
| 21 de fevereiro | 9:05    | Torneio feminino – sessão 11           |
| 21 de fevereiro | 14:05   | Torneio masculino – sessão 12          |
| 21 de fevereiro | 20:05   | Torneio feminino – sessão 12           |
| 22 de fevereiro | 9:05    | Torneio masculino/feminino – desempate |
| 22 de fevereiro | 20:05   | Torneio masculino – semifinal          |
| 23 de fevereiro | 15:35   | Torneio masculino – disputa do bronze  |
| 23 de fevereiro | 20:05   | Torneio feminino – semifinal           |
| 24 de fevereiro | 15:35   | Torneio masculino – final              |
| 24 de fevereiro | 20:05   | Torneio feminino – disputa do bronze   |
| 25 de fevereiro | 9:05    | Torneio feminino – final               |

## Qualificação
As qualificações para os torneios de curling nos Jogos Olímpicos de Inverno foi determinada através de dois métodos. Cada nação poderia se classificar ganhando pontos de qualificação de acordo com o desempenho nos Campeonatos Mundiais de Curling de 2016 e 2017. Também poderiam se classificar através de um evento de qualificação olímpica, realizada no segundo semestre de 2017. Sete nações classificaram suas equipes por pontos nos campeonatos mundiais e duas na qualificatória olímpica, além da Coreia do Sul que qualificou suas equipes automaticamente por ser o país anfitrião, totalizando assim dez equipes por gênero nos torneios de curling.
Para a competição de duplas mistas, se classificaram as sete melhores equipes de acordo com suas performances nos Campeonatos Mundiais de Duplas Mistas de Curling em 2016 e 2017, além da Coreia do Sul automaticamente garantida como anfitriã.
Masculino
| Método de classificação       | Vagas | Classificados                                                                             |
| ----------------------------- | ----- | ----------------------------------------------------------------------------------------- |
| País sede                     | 1     | KOR Coreia do Sul                                                                         |
| Pontos via Campeonato Mundial | 7     | CAN Canadá SWE Suécia USA Estados Unidos JPN Japão SUI Suíça GBR Grã-Bretanha NOR Noruega |
| Qualificatória olímpica       | 2     | ITA Itália DEN Dinamarca                                                                  |
| Total                         | 10    |                                                                                           |

Feminino
| Método de classificação       | Vagas | Classificados                                                                                                 |
| ----------------------------- | ----- | --- |
| País sede                     | 1     | KOR Coreia do Sul                                                                                             |
| Pontos via Campeonato Mundial | 7     | CAN Canadá OAR Atletas Olímpicos da Rússia SUI Suíça GBR Grã-Bretanha USA Estados Unidos SWE Suécia JPN Japão |
| Qualificatória olímpica       | 2     | CHN China DEN Dinamarca                                                                                       |
| Total                         | 10    | |

Duplas mistas
| Método de classificação       | Vagas | Classificados                                                                                               |
| ----------------------------- | ----- | --- |
| País sede                     | 1     | KOR Coreia do Sul                                                                                           |
| Pontos via Campeonato Mundial | 7     | CHN China CAN Canadá OAR Atletas Olímpicos da Rússia USA Estados Unidos SUI Suíça NOR Noruega FIN Finlândia |
| Total                         | 8     | |

## Medalhistas
| Evento                 | Ouro                                                                                   | Prata                                                                               | Bronze                                                                               |
| ---------------------- | -------------------------------------------------------------------------------------- | ----------------------------------------------------------------------------------- | ------------------------------------------------------------------------------------ |
| Masculino detalhes     | John Shuster Tyler George Matt Hamilton John Landsteiner Joe Polo USA Estados Unidos   | Niklas Edin Oskar Eriksson Rasmus Wranå Christoffer Sundgren Henrik Leek SWE Suécia | Benoît Schwarz Claudio Pätz Peter de Cruz Valentin Tanner Dominik Märki SUI Suíça    |
| Feminino detalhes      | Anna Hasselborg Sara McManus Agnes Knochenhauer Sofia Mabergs Jennie Wåhlin SWE Suécia | Kim Eun-jung Kim Kyeong-ae Kim Seon-yeong Kim Yeong-mi Kim Cho-hi KOR Coreia do Sul | Satsuki Fujisawa Chinami Yoshida Yumi Suzuki Yurika Yoshida Mari Motohashi JPN Japão |
| Duplas mistas detalhes | Kaitlyn Lawes John Morris CAN Canadá                                                   | Jenny Perret Martin Rios SUI Suíça                                                  | Kristin Skaslien Magnus Nedregotten NOR Noruega                                      |

## Doping
Originalmente os russos Alexander Krushelnitskiy e Anastasia Bryzgalova conquistaram a medalha de bronze no evento de duplas mistas, representando os Atletas Olímpicos da Rússia, mas foram desclassificados em 22 de fevereiro de 2018 após Krushelnitskiy ter sido flagrado no teste antidoping por uso de meldonium. A dupla da Noruega herdou a medalha.

## Quadro de medalhas
| Ordem | País               | Medalha de ouro | Medalha de prata | Medalha de bronze |   | Ordem por total |
| ----- | ------------------ | --------------- | ---------------- | ----------------- | - | --------------- |
| 1     | SWE Suécia         | 1               | 1                |                   | 2 | 1               |
| 2     | CAN Canadá         | 1               |                  |                   | 1 | 3               |
|       | USA Estados Unidos | 1               |                  |                   | 1 | 3               |
| 4     | SUI Suíça          |                 | 1                | 1                 | 2 | 1               |
| 5     | KOR Coreia do Sul  |                 | 1                |                   | 1 | 3               |
| 6     | JPN Japão          |                 |                  | 1                 | 1 | 3               |
|       | NOR Noruega        |                 |                  | 1                 | 1 | 3               |
| TOTAL | TOTAL              | 3               | 3                | 3                 | 9 | —               |